# Hannu-Pekka Björkman
Hannu-Pekka Juhani Björkman (ur. 11 lutego 1969 w Kannonkoskach) – fiński aktor występujący w filmach, teatrze i telewizji. W 2005 roku wygrał nagrodę Jussi za najlepszą rolę pierwszoplanową w filmie Za żywych i umarłych. Na przestrzeni lat 2002–2014 jego żoną była aktorka Minna Haapkylä, z którą ma dwóch synów.

## Wybrana filmografia
- 2000: Lakeuden kutsu jako kelner
- 2003: Eila jako Eero
- 2003: Pahat pojat jako Muukkonen
- 2004: Pułapki dorosłości (Lapsia ja aikuisia) jako lekarz wykonujący wazektomię
- 2005: Za żywych i umarłych (Eläville ja kuolleille) jako Jaakko
- 2005: FC Venus jako Simo
- 2007: Święty Mikołaj (Joulutarina) jako Nikolas
- 2007: Raja 1918 jako sierżant Muranen
- 2008: Blackout jako Aleksi Partio
- 2008: Renifer Niko ratuje święta (Niko – lentäjän poika) jako Juliusz (głos)
- 2009: Seks po fińsku (Haarautuvan rakkauden talo) jako Juhani Helin
- 2012: Zaraz osiemnastka (Kohta 18) jako Ojciec Pete'a
- 2015: Armi elää! jako Viljo
- 2017: Ikitie jako Kallonen
- 2018: Kraina nadziei (Oma maa) jako Kullervo
- 2024: Renifer Niko i zaginione sanie Mikołaja (Niko ja myrskyporojen arvoitus) jako Juliusz (głos)